# جک آرنولد (کارگردان)
جک آرنولد (انگلیسی: Jack Arnold؛ ۱۴ اکتبر ۱۹۱۶ – ۱۷ مارس ۱۹۹۲) یک کارگردان، و تهیه‌کننده اهل ایالات متحده آمریکا بود.

## گزیده فیلم شناسی
از فیلم‌ها یا برنامه‌های تلویزیونی که وی در آن نقش داشته‌است می‌توان به آثار زیر اشاره کرد.
- موجودی از باتلاق سیاه (۱۹۵۴)
- رتیل (۱۹۵۵)
- انتقام از مخلوق (۱۹۵۵)
- مردی در سایه (۱۹۵۷)
- لباس پاره‌پوره (۱۹۵۷)
- کوچک شدن شگفت‌انگیز مرد (۱۹۵۷)
- خانم با یک هوانورد ازدواج کرد (۱۹۵۸)
- یک رابطه همه‌جانبه (۱۹۶۴)